# Communauté de communes Bocage Hallue
La communauté de communes Bocage Hallue (CCBH) est une ancienne communauté de communes française, située dans le département de la Somme et la région administrative Hauts-de-France.

## Historique
La communauté a été créée par un arrêté préfectoral du 28 décembre 1999.
Dans le cadre des dispositions de la loi portant nouvelle organisation territoriale de la République du 7 août 2015, qui prévoit que les établissements publics de coopération intercommunale (EPCI) à fiscalité propre doivent avoir un minimum de 15 000 habitants, la préfète de la Somme propose en octobre 2015 un projet de nouveau schéma départemental de coopération intercommunale (SDCI) qui prévoit la réduction de 28 à 16 du nombre des intercommunalités à fiscalité propre du Département. 
Ce projet prévoit la « fusion des communautés de communes du  Bernavillois, du Doullennais et de Bocage Hallue », le nouvel ensemble de 34 661 habitants regroupant 70 communes. À la suite de l'avis favorable du Doullennais, du Bernavillois, de l'avis défavorable de Bocage-Hallue (dont une partie des communes souhaitait rejoindre la communauté d'agglomération Amiens Métropole), puis de l'avis favorable de la commission départementale de coopération intercommunale en mars 2016, la préfecture sollicite l'avis formel des conseils municipaux et communautaires concernés en vue de la mise en œuvre de la fusion le 1er janvier 2017.
L'arrêté préfectoral du 5 octobre 2016 créant la communauté de communes du Territoire Nord Picardie a pris effet le 1er janvier 2017, et les communes de Bocage Hallue intégrées à cette date au Territoire Nord Picardie,.
Toutefois, parmi les 26 communes issues de la communauté de communes Bocage Hallue, seules 21 demeurent intégrées en 2018 dans la communauté de communes du Territoire Nord Picardie. En effet, le 1er janvier 2018, 4 communes (Cardonnette, Querrieu, Saint-Vaast-en-Chaussée, Vaux-en-Amiénois) ont rejoint la communauté d'agglomération Amiens Métropole, et la commune de Pont-Noyelles a été  rattachée à la Communauté de communes du Val de Somme ,  , .

## Territoire communautaire

### Composition
La communauté de communes était composée des communes suivantes :
| Nom                     | Code Insee | Gentilé           | Superficie (km2) | Population (dernière pop. légale) | Densité (hab./km2) |
| ----------------------- | ---------- | ----------------- | ---------------- | --------------------------------- | ------------------ |
| Villers-Bocage (siège)  | 80798      | Villers-Bocagiens | 14,17            | 1 388 (2014)                      | 98                 |
| Bavelincourt            | 80056      | Bavelincourtois   | 7,75             | 136 (2014)                        | 18                 |
| Beaucourt-sur-l'Hallue  | 80066      | Beaucourtois      | 5,47             | 276 (2014)                        | 50                 |
| Béhencourt              | 80077      | Béhencourtois     | 7,06             | 338 (2014)                        | 48                 |
| Cardonnette             | 80173      | Cardonnettois     | 5,46             | 477 (2014)                        | 87                 |
| Coisy                   | 80202      | Coisyssiens       | 6,08             | 316 (2014)                        | 52                 |
| Contay                  | 80207      | Contaysiens       | 8,41             | 358 (2014)                        | 43                 |
| Flesselles              | 80316      | Flessellois       | 20,49            | 2 122 (2014)                      | 104                |
| Fréchencourt            | 80351      | Fréchencourtois   | 5,59             | 267 (2014)                        | 48                 |
| La Vicogne              | 80792      | Vicogniens        | 4,84             | 255 (2014)                        | 53                 |
| Mirvaux                 | 80550      | Mirvalois         | 2,29             | 150 (2014)                        | 66                 |
| Molliens-au-Bois        | 80553      | Mollienois        | 7,28             | 326 (2014)                        | 45                 |
| Montigny-sur-l'Hallue   | 80562      | Montignyens       | 4,91             | 222 (2014)                        | 45                 |
| Montonvillers           | 80565      |                   | 1,48             | 90 (2014)                         | 61                 |
| Naours                  | 80584      | Noriens           | 16,55            | 1 075 (2014)                      | 65                 |
| Pierregot               | 80624      |                   | 2,46             | 274 (2014)                        | 111                |
| Pont-Noyelles           | 80634      | Noyellipontains   | 8,62             | 821 (2014)                        | 95                 |
| Querrieu                | 80650      | Querrorivains     | 10,03            | 650 (2014)                        | 65                 |
| Rainneville             | 80661      | Rainnevillois     | 7,11             | 892 (2014)                        | 125                |
| Rubempré                | 80686      | Rubempréens       | 10,08            | 718 (2014)                        | 71                 |
| Saint-Gratien           | 80704      | Gratienois        | 6,95             | 375 (2014)                        | 54                 |
| Saint-Vaast-en-Chaussée | 80722      |                   | 4,72             | 507 (2014)                        | 107                |
| Talmas                  | 80746      | Templemartiens    | 19,20            | 1 060 (2014)                      | 55                 |
| Vadencourt              | 80773      | Vadencourtois     | 4,92             | 95 (2014)                         | 19                 |
| Vaux-en-Amiénois        | 80782      | Valois            | 11,18            | 417 (2014)                        | 37                 |
| Wargnies                | 80819      |                   | 2,82             | 91 (2014)                         | 32                 |

### Démographie
| 1968  | 1975  | 1982   | 1990   | 1999   | 2009   | 2014   |
| ----- | ----- | ------ | ------ | ------ | ------ | ------ |
| 7 280 | 8 384 | 10 482 | 12 575 | 13 139 | 13 588 | 13 696 |

## Organisation

### Siège
Le siège de la communauté était à Villers-Bocage, route de Montonvillers.

### Élus
La communauté de communes était administrée par son conseil communautaire, composé, pour le mandat 2014-2016,  de 41 conseillers municipaux représentant chacune des communes membres répartis sensiblement en fonction de leur population, soit :

- 6 délégués pour Flesselles ;

- 4 délégués pour Villers-Bocage ;

- 3 délégués pour Naours et Talmas ;

- 2 délégués pour Montonvilliers, Querrieu, Rainneville, Rubenpré ; 

- 1 délégué et son suppléant pour les autres villages.

### Liste des présidents
| Période                                  | Période       | Identité              | Étiquette | Qualité                                                                                           |
| ---------------------------------------- | ------------- | --------------------- | --------- | ------------------------------------------------------------------------------------------------- |
| Les données manquantes sont à compléter. |               |                       |           |                                                                                                   |
| 2008                                     | décembre 2016 | M. Claude Deflesselle | MoDem     | Enseignant maire de Coisy (2001 → ) Vice-président de la CC du Territoire Nord Picardie (2017 → ) |

### Compétences
L'intercommunalité exerçait les compétences qui lui avaient été transférées par les communes membres, dans les conditions fixées par le code général des collectivités territoriales. Il s'agit de :
- Aménagement de l’espace (schéma de cohérence territoriale (SCOT), réserves foncières) ;
- Développement économique (aménagement de zones d'activité, développement touristique, aménagement numérique) ;
- Plan local d'urbanisme (PLU) intercommunal ;
- Protection et mise en valeur de l’environnement (aménagement de bassins versants, déchets, assainissement non collectif) ;
- Voirie ;
- Logement, cadre de vie ;
- Actions culturelles (spectacles vivants, réseau de bibliothèques, école de musique) ;
- Activités extrascolaires (accueils de loisirs sans hébergement (ALSH) ;
- Équipements sportifs ;
- Ramassage scolaire ;
- Actions sociales (maintien à domicile, petite enfance, insertion) ;
- Gendarmerie ;
- Fourrière animale ;
- Mutualisation des moyens[16].

### Fiscalité et budget
La Communauté de communes était un établissement public de coopération intercommunale à fiscalité propre.
Afin de financer l'exercice de ses compétences, l'intercommunalité percevait la fiscalité professionnelle unique (FPU) – qui a succédé à la taxe professionnelle unique (TPU) – et assure une péréquation de ressources entre les communes résidentielles et celles dotées de zones d'activité.

## Projets et réalisations
L'intercommunalité était depuis 2014 le gestionnaire de la cité souterraine de Naours, important site touristique..